# 5278 Polly
5278 Polly è un asteroide della fascia principale. Scoperto nel 1988, presenta un'orbita caratterizzata da un semiasse maggiore pari a 2,2188895 UA e da un'eccentricità di 0,0847972, inclinata di 4,10180° rispetto all'eclittica.